# Palazzo Demidoff-Amici
Palazzo Demidoff-Amici è un edificio civile del centro storico di Firenze, situato in via dei Renai 5-7, con affaccio anche su via San Niccolò 56.

## Storia
Il palazzo è stato nel corso del tempo proprietà dei Vitelli, quindi dal 1700 dei Rondinelli, dei Redditi, dei Demidoff (e si potrebbe quindi in questo identificare lo stabile sui Renai acquistato nel 1824 da Nicola Demidoff per il figlio Paolo) e infine della famiglia Amici. 
Nel 1834 il palazzo fu interessato da un impegnativo intervento condotto dall'architetto Giuseppe Martelli, essenzialmente teso a dare dignità e luce al prospetto allora secondario su via dei Renai, già occupato da stalle e rimesse, che comportò anche la costruzione dell'attuale scala principale. Il fronte su via San Niccolò è stato restaurato nel 1999 circa. Il palazzo è tutelato da vincolo architettonico dal 1937.
Parte dell'edificio è attualmente occupato dall'Hotel Silla.

## Descrizione

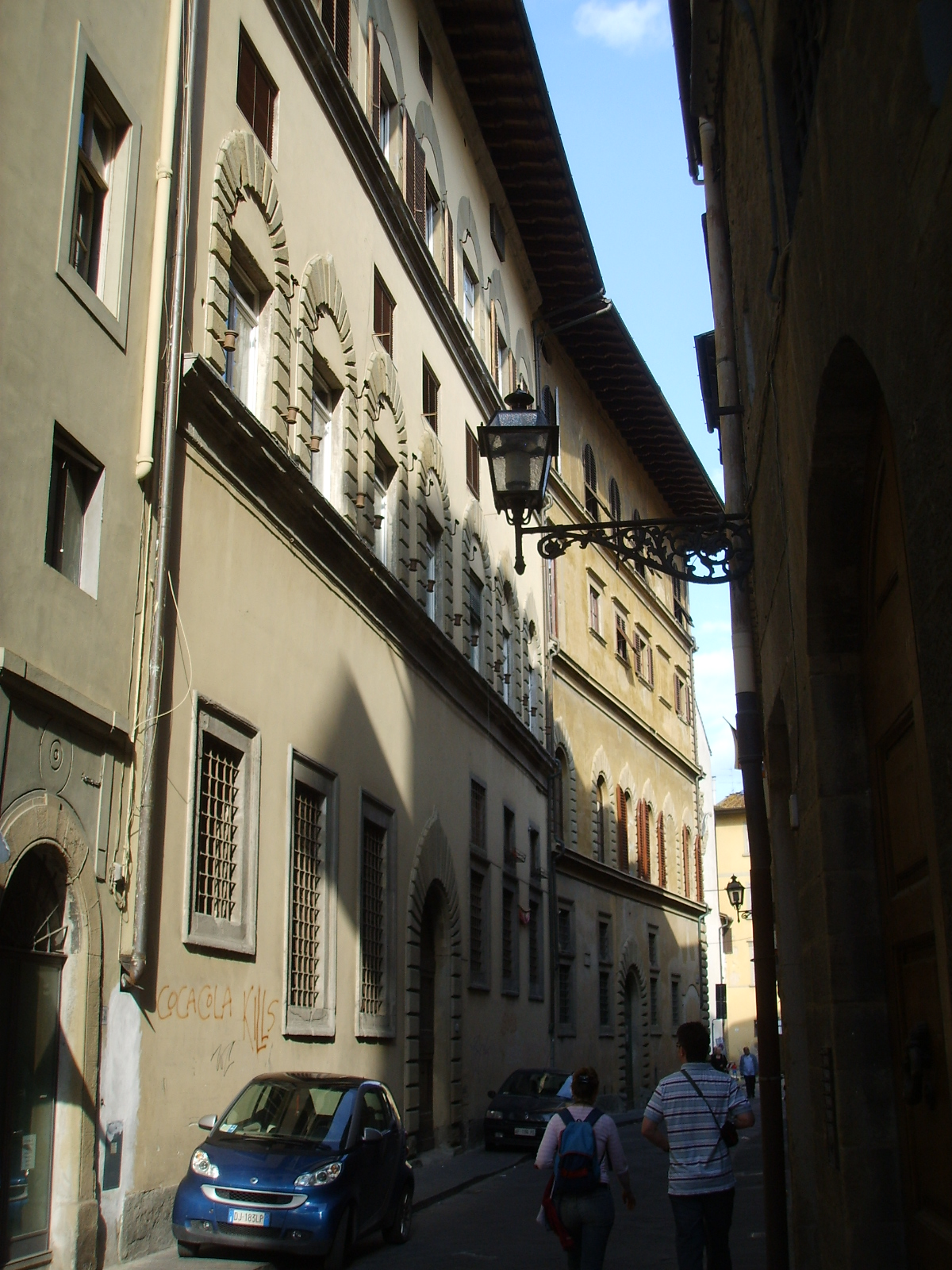
La facciata posteriore

Per quanto di più antiche origini, si presenta essenzialmente, per quanto riguarda il fronte più antico in via San Niccolò, nelle forme seicentesche assunte a seguito di un intervento di Alfonso Parigi il Giovane, che comunque si mantenne nell'ambito di un disegno ancora sostanzialmente cinquecentesco. Si sviluppa per tre alti piani (ciascuno con mezzanino) organizzati su sette assi. Al piano terreno è un ampio portone incorniciato da bugnato (che attualmente accede a un ambiente ridotto a magazzino, dato che l'ingresso principale è stato da lungo tempo spostato su via dei Renai), affiancato da sei finestre di dimensioni diverse, in parte doppie, profilate da listre di pietra. Al primo piano, allineate sul ricorso in pietra, si affiancano le sette finestre ad arco, ugualmente arricchite di bozze di notevole aggetto. 
Su via dei Renai era originariamente il prospetto secondario del palazzo Vitelli, tuttavia questo lato, diventato nel corso dell'Ottocento il principale, sembra più tardo della ristrutturazione del 1834, presumibilmente realizzato negli anni della sistemazione dei lungarni (1869-1873) che comportò per molte residenze della zona il rovesciamento delle facciate. 
Si presenta con un piano terreno che ripropone un motivo alla rustica realizzato in pietra artificiale, con sei archi a tutto sesto, dei quali il centrale adibito a portone. Al piano superiore si dispongono altrettante finestre semplicemente architravate, sormontate da altrettante finestre rettangolari del mezzanino. 
Di un certo rilievo il cortile, porticato su due lati con archi a tutto sesto e volte a crociera, chiuso verso sud da una parete con arcate cieche su colonne e sul lato est da una parete su cui si dispongono volticciole su peducci che sostengono l'avancorpo del primo piano; al centro si trova un'antica vera da pozzo, mentre sul lato verso l'entrata sono poste alcune statue (tre busti e un leone marmoreo). 
Sul fronte è una memoria, dettata da Augusto Conti, che documenta come questa fosse stata la casa dell'astronomo e inventore Giovanni Battista Amici (1786-1863), "esimio artefice e perfezionatore del telescopio e del microscopio che tanti gli svelò segreti di natura". 
Sulla facciata una targa ricorda lo scienziato Giovanni Battista Amici:
| GIOVAN BATISTA AMICI NATO IL 23 MARZO 1786 A MODENA MORIVA IL 10 APRILE 1863 A FIRENZE OVE MOLTI ANNI PROFESSÒ ASTRONOMIA ESIMIO ARTEFICE E PERFEZIONATORE DEL TELESCOPIO E DEL MICROSCOPIO CHE TANTI GLI SVELÒ SEGRETI DI NATURA UOMO DI LIBERI SENSI DI VIRTÙ ANTICHE DI SEMPLICI COSTUMI PROFONDAMENTE RELIGIOSO DELLA PATRIA AMANTISSIMO IL MUNICIPIO ALLA CASA DI LUI PONEVA |

## Bibliografia

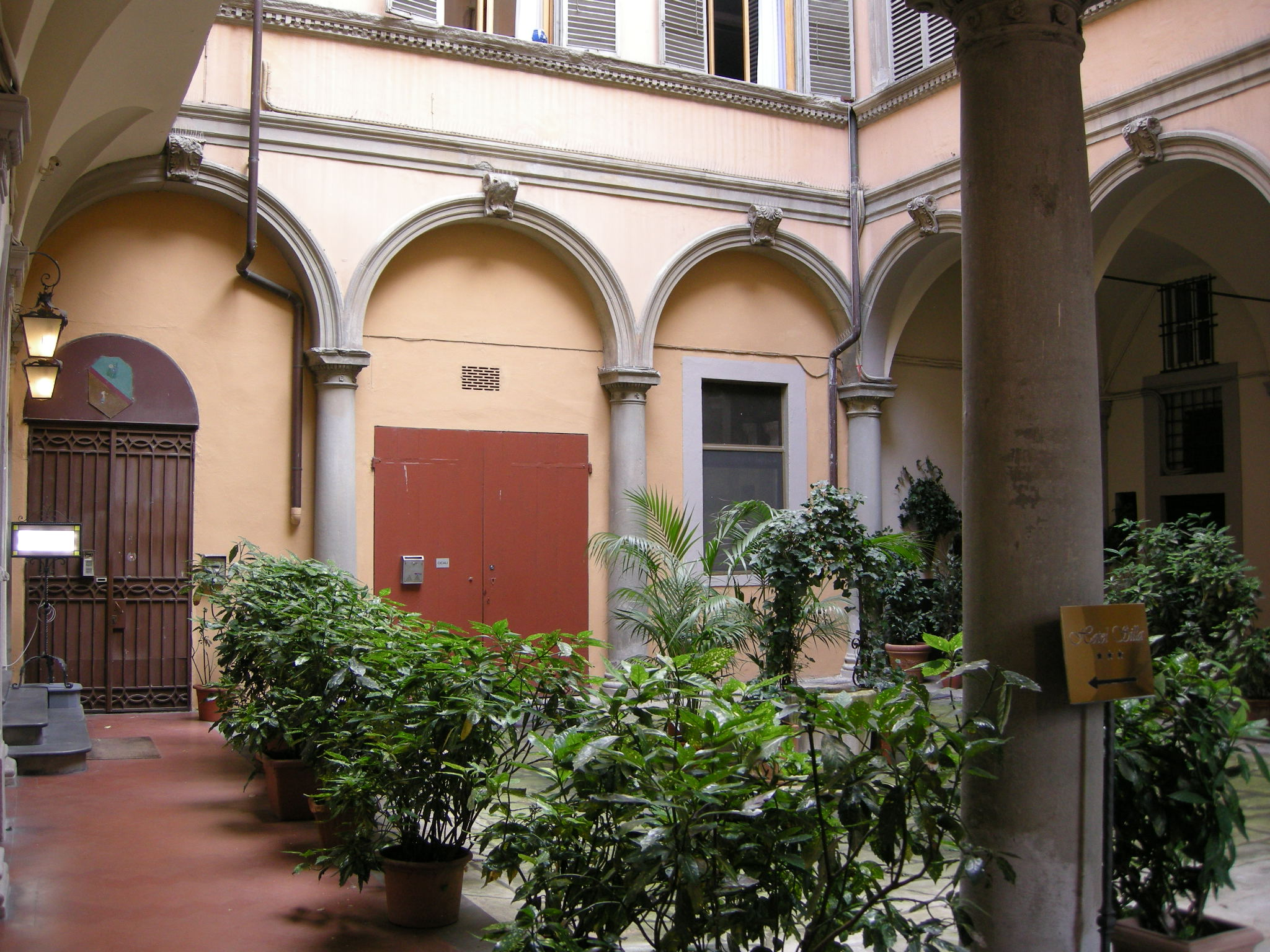
Il cortile